# Dysphania lunulata
Dysphania lunulata är en fjärilsart som beskrevs av Butler 1882. Dysphania lunulata ingår i släktet Dysphania och familjen mätare. Inga underarter finns listade i Catalogue of Life.